# Delphinium ternatum
Delphinium ternatum är en ranunkelväxtart som beskrevs av Ernst Huth. Delphinium ternatum ingår i släktet storriddarsporrar, och familjen ranunkelväxter. Inga underarter finns listade i Catalogue of Life.